# John Ross (explorador)
John Ross (Balsarroch, 24 de junho de 1777 – Londres, 30 de agosto de 1856) foi um almirante escocês e explorador do Árctico.

## Biografia
Ross era filho do reverendo Andrew Ross, ministro de Inch, perto de Stranraer, Escócia. Em 1786, com somente nove anos, alistou-se na Royal Navy como aprendiz. Serviu no Mar Mediterrâneo até 1789, ano em que mudou para o Canal da Mancha. Em 1808 esteve como capitão na marinha sueca e em 1812 foi promovido a comandante.
Em 1818 foi eleito para comandar a expedição árctica organizada pelo Almirantado, na primeira de uma nova série de tentativas de encontrar a Passagem do Noroeste, navegando na região do extremo nordeste da costa do continente americano, até chegar ao Estreito de Bering. A sua missão também incluía registar informação relativa a correntes, marés, estado dos gelos, magnetismo e recolher espécimenes que encontrasse durante a viagem. Em Abril de 1818 zarpou de Londres com dois navios e em Agosto chegou ao golfo de Boothia e ao estreito de Lancaster, no Canadá.
Aí Ross e companheiros reexaminariam as observações que o também britânico William Baffin tinha realizado 200 anos antes. Mas Ross não seguiu além do que Baffin tinha ido, por confundir, devido a miragem, umas montanhas no extremo do estreito. Chegou inclusivamente a baptizá-las como "Crocker Hills" e voltou a Inglaterra apesar dos protestos de vários dos seus oficiais. O relato desta viagem, publicado um ano mais tarde, trouxe à luz estas discrepâncias e deu lugar a uma controvérsia acerca da existência ou não das montanhas Crocker Hills, o que arruinou a reputação de Ross.
A expedição não cumpriu as expectativas, e em certa medida prejudicou a reputação de Ross, que alcançou a patente de capitão no seu regresso.
Em 1829 Ross admitiu que poderia ter-se enganado, e convenceu o seu amigo Felix Booth (posteriormente nomeado Sir), a que financiasse uma segunda expedição. Partiu em Maio desse ano, desta vez com um barco a vapor. Navegaram além de Lancaster Sound, uma zona até aí inexplorada, e onde o seu navio ficou preso nos gelos. Durante os quatro anos que estiveram bloqueados, a tripulação explorou a região para oeste e para norte, ajudados pelos inuit. Numa dessas explorações, Ross encontrou o Pólo norte magnético na Península de Boothia.
Em 1832, Ross e a sua tripulação abandonaram o navio e marcharam a pé para os restos de outro navio que tinha sido abandonado por outra expedição vários anos antes. Tiveram que esperar um ano mais até que uma brecha no gelo lhes possibilitou iniciar a navegação nos botes salva-vidas de esta embarcação. Foram encontrados por outro barco britânico e puderam regressar finalmente a casa. A sua impressionante experiência, tal como os conhecimentos científicos e etnológicos compilados pela expedição, proporcionaram a Ross o prestígio que tinha procurado tanto tempo.
No regresso o capitão Ross recebeu as medalhas de ouro das sociedades geográficas francesa e britânica e vários reconhecimentos em outros países: na Suécia foi nomeado cavaleiro da Ordem da Estrela Polar e em 1834 foi receber o título de cavaleiro e CB do Reino Unido.
Em 1850 empreendeu uma terceira viagem às regiões árcticas, nesta ocasião em busca da desaparecida expedição de Sir John Franklin. Não pôde encontrá-la. No ano seguinte alcançou flag-rank. No regresso, fixou-se na Escócia e morreu em Londres em 1856.

## Obras
- Voyage of Discovery for the Purpose of Exploring Baffin's Bay (1819)
- Narrative of a Second Voyage in Search of a North-West Passage, including the Discovery of the North Magnetic Pole (1835)
- Memoirs and Correspondence of Lord De Saumerez (1838).